# Otavalo
Otavalo este un oraș din Ecuador de 39.354 locuitori.